# Mokrzec (województwo mazowieckie)
Mokrzec – wieś w Polsce położona w województwie mazowieckim, w powiecie przysuskim, w gminie Potworów. Ma status sołectwa.
Prywatna wieś szlachecka, położona była w drugiej połowie XVI wieku w powiecie radomskim województwa sandomierskiego. W latach 1975–1998 miejscowość administracyjnie należała do województwa radomskiego.